# 객차 전원 공급 장치

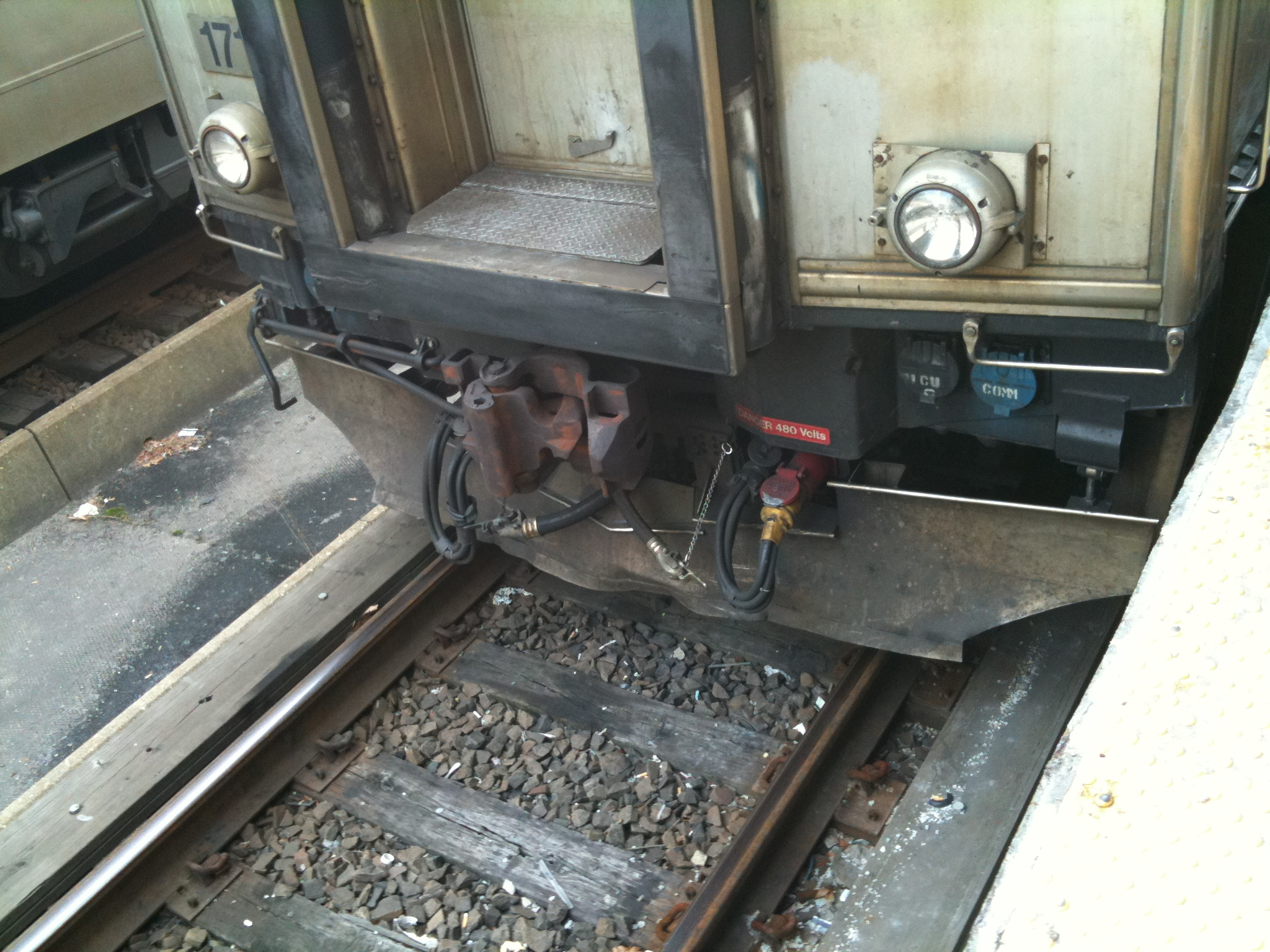

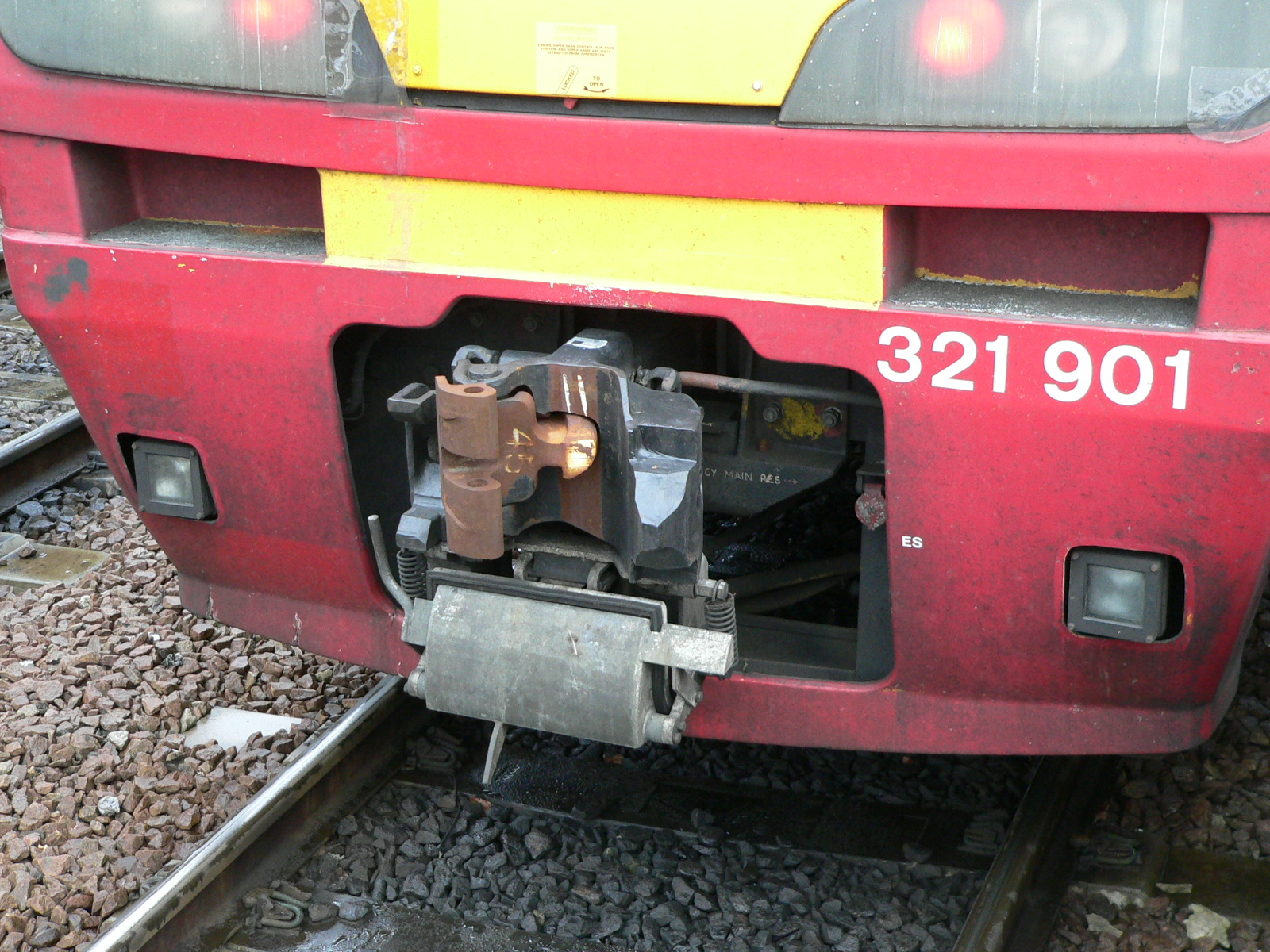

객차 전원 공급 장치(HEP, Head End Power 또는 Head Electric Power)는 철도 교통에서 객차에 전력을 공급하는 장치이다. 여객 열차 편성의 전력은 일반적으로 발전차나 편성의 맨 앞에서 공급되는데, HEP는 보통 발전차가 아닌 차량에 장착된다.
대한민국에는 한국철도공사 8200호대 전기 기관차에 장착되어 있으며, 한국철도공사 7000호대 디젤 기관차에도 존재하였으나 운행 상의 문제점으로 인하여 탈거되었다.

## 같이 보기
- 전기난로
- 공기조화기술
- 환기